# .nyc
nyc. هو اسم نطاق المستوى الأعلى (TLD) لمدينة نيويورك في الولايات المتحدة.